# Hickory 250 1960
Hickory 250 1960 var ett stockcarlopp ingående i Nascar Grand National Series (nuvarande Nascar Cup Series) som kördes 2 maj 1960 på den 0,4 mile (644 meter) långa ovalbanan Hickory Motor Speedway i Hickory i North Carolina. Totalt avverkades 100 miles (160,934 km) fördelat på 250 varv. Banunderlaget var dirt. Loppet vanns av Joe Weatherly i en Ford på tiden 1:30.26 körande för Holman-Moody. Weatherlys snitthastighet var 66,347 mph. Prispotten uppgick till 4 085 dollar, varav 800 dollar gick till segraren.

## Resultat
| Plc     | Nr | Förare           | Team/ bilägare    | Konstruktör | Start | Varv | Ledda varv |
| ------- | -- | ---------------- | ----------------- | ----------- | ----- | ---- | ---------- |
| 1       | 12 | Joe Weatherly    | Holman-Moody      | Ford        | 2     | 250  | 78         |
| 2       | 11 | Ned Jarrett      | Ned Jarrett       | Ford        | 5     | 250  | 1          |
| 3       | 43 | Richard Petty    | Petty Enterprises | Plymouth    | 3     | 249  | i.u.       |
| 4       | 49 | Bob Welborn      | Bob Welborn       | Chevrolet   | 12    | 247  | i.u.       |
| 5       | 59 | Tom Pistone      | W.T. Coppedge     | Chevrolet   | 15    | 246  | i.u.       |
| 6       | 78 | Joe Lee Johnson  | E.C. Wilson       | Chevrolet   | 11    | 246  | i.u.       |
| 7       | 17 | Fred Harb        | Fred Harb         | Ford        | 16    | 240  | i.u.       |
| 8       | 36 | Tommy Irwin      | Tommy Irwin       | Ford        | 13    | 238  | i.u.       |
| 9       | 80 | Neil Castles     | Neil Castles      | Ford        | 14    | 235  | i.u.       |
| 10      | 79 | James Norton     | James Norton      | Mercury     | 18    | 235  | i.u.       |
| 11      | 42 | Lee Petty        | Petty Enterprises | Plymouth    | 8     | 233  | i.u.       |
| 12      | 87 | Buck Baker       | Buck Baker Racing | Chevrolet   | 4     | 226  | i.u.       |
| 13      | 19 | Herman Beam      | Herman Beam       | Ford        | 20    | 202  | i.u.       |
| 14      | 4  | Rex White        | Rex White         | Chevrolet   | 1     | 187  | i.u.       |
| 15      | 64 | Bunkie Blackburn | Spook Crawford    | Ford        | 17    | 183  | i.u.       |
| 16      | 32 | Paul Lewis       | Jess Potter       | Chevrolet   | 21    | 166  | i.u.       |
| 17      | 1  | Buddy Baker      | Jess Potter       | Chevrolet   | 23    | 95   | i.u.       |
| 18      | 35 | E.J. Trivette    | M.J. Black        | Plymouth    | 19    | 88   | i.u.       |
| 19      | 23 | Doug Yates       | Raeford Johnson   | Plymouth    | 7     | 85   | i.u.       |
| 20      | 48 | G.C. Spencer     | Weldon Wagner     | Chevrolet   | 9     | 63   | i.u.       |
| 21      | 9  | Roy Tyner        | Roy Tyner         | Mercury     | 22    | 59   | i.u.       |
| 22      | 54 | Jimmy Pardue     | Ebart Clifton     | Dodge       | 6     | 15   | i.u.       |
| 23      | 27 | Junior Johnson   | John Masoni       | Chevrolet   | 10    | 10   | i.u.       |
| Källor: |    |                  |                   |             |       |      |            |